# Desa Suwaluh (administrativ by i Indonesien, lat -8,14, long 111,81)
Desa Suwaluh är en administrativ by i Indonesien.   Den ligger i provinsen Jawa Timur, i den västra delen av landet, 600 km öster om huvudstaden Jakarta.